# Englische Cricket-Nationalmannschaft in Sri Lanka in der Saison 2003/04
Die Tour der englischen Cricket-Nationalmannschaft nach Sri Lanka in der Saison 2003/04 fand vom 18. November bis zum 21. Dezember 2003 statt. Die internationale Cricket-Tour war Bestandteil der Internationalen Cricket-Saison 2003/04 und umfasste drei Tests und drei ODIs. Sri Lanka gewann die Test- und die ODI-Serie jeweils 1–0.

## Vorgeschichte
England spielte zuvor eine Tour in Bangladesch, für Sri lanka war es die erste Tour der Saison.
Das letzte Aufeinandertreffen der beiden Mannschaften bei einer Tour fand in der Saison 2002 in England statt.

## Stadien
Die folgenden Stadien wurden für die Tour als Austragungsort vorgesehen und am 4. Juli 2003 bekanntgegeben.
| Stadion                                | Stadt    | Kapazität | Spiele      |
| -------------------------------------- | -------- | --------- | ----------- |
| R. Premadasa Stadium (RPS)             | Colombo  | 35.000    | 2. & 3. ODI |
| Sinhalese Sports Club Ground (SSC)     | Colombo  | 10.000    | 3. Test     |
| Rangiri Dambulla International Stadium | Dambulla | 16.800    | 1. ODI      |
| Galle International Stadium            | Galle    | 35.000    | 1. Test     |
| Asgiriya Stadium                       | Kandy    | 10.300    | 2. Test     |

## Kaderlisten
Sri Lanka genannte seinen ODI-Kader am 4. November und seinen Test-Kader am 25. November 2003.
| Test | Test | ODI | ODI |
| Sri Lanka | England | Sri Lanka | England |
| --- | --- | --- | --- |
| - Hashan Tillakaratne (K) - Marvan Atapattu - Upul Chandana - Kumar Dharmasena - Tillakaratne Dilshan - Dinusha Fernando - Sanath Jayasuriya - Mahela Jayawardene - Muttiah Muralitharan - Thilan Samaraweera - Kumar Sangakkara (wk) - Chaminda Vaas | - Michael Vaughan (K) - James Anderson - Gareth Batty - Mark Butcher - Paul Collingwood - Andrew Flintoff - Ashley Giles - Matthew Hoggard - Nasser Hussain - Richard Johnson - James Kirtley - Chris Read (wk) - Graham Thorpe - Marcus Trescothick | - Marvan Atapattu (K) - Upul Chandana - Tillakaratne Dilshan - Dinusha Fernando - Romesh Kaluwitharana (wk) - Nuwan Kulasekara - Sanath Jayasuriya - Mahela Jayawardene - Muttiah Muralitharan - Kumar Sangakkara - Chaminda Vaas | - Michael Vaughan (K) - James Anderson - Ian Blackwell - Rikki Clarke - Paul Collingwood - Andrew Flintoff - Ashley Giles - Richard Johnson - Chris Read (wk) - Andrew Strauss - Marcus Trescothick |

## Tour Matches
| 15. November Scorecard | Moratuwa | England XI 237-8 (38/38) | – | Sri Lanka Cricket President’s XI 76-1 (17.1/38) |
|                        |          | No Result                |   |                                                 |

| 26. – 28. November Scorecard | Colombo (CCC) | Sri Lanka Cricket President’s XI 181 (67.5) & 135-4 (44) | – | England XI 314-9d (71.3) |
|                              |               | Remis                                                    |   |                          |

## One-Day Internationals

### Erstes ODI in Dambulla
| 18. November Scorecard | Dambulla | England 88 (46.1)                | – | Sri Lanka 89-0 (13.5) |
|                        |          | Sri Lanka gewinnt mit 10 Wickets |   |                       |

### Zweites ODI in Colombo
| 21. November Scorecard | Colombo (RPS) | Sri Lanka | – | England |
|                        |               | Abgesagt  |   |         |

### Drittes ODI in Colombo
| 23. November Scorecard | Colombo (RPS) | Sri Lanka | – | England |
|                        |               | Abgesagt  |   |         |

## Tests

### Erster Test in Galle
| 2. – 6. Dezember Scorecard | Galle | Sri Lanka 331 (127.5) & 226 (97.2) | – | England 235 (100.4) & 210-9 (108) |
|                            |       | Remis                              |   |                                   |

### Zweiter Test in Kandy
| 10. – 14. Dezember Scorecard | Kandy (AS) | Sri Lanka 382 (126.4) & 279-7d (71) | – | England 294 (114.2) & 285-7 (140) |
|                              |            | Remis                               |   |                                   |

### Dritter Test in Colombo
| 18. – 21. Dezember Scorecard | Colombo (SSC) | England 265 (101) & 148 (68)                     | – | Sri Lanka 628-8d (182) |
|                              |               | Sri Lanka gewinnt mit einem Innings und 215 Runs |   |                        |

## Statistiken
Die folgenden Cricketstatistiken wurden bei dieser Tour erzielt.
| Tests                | Tests      | Tests   | Tests   | Tests   | Tests   | Tests   | Tests   | Tests   |
| Batting              | Batting    | Batting | Batting | Batting | Batting | Batting | Batting | Batting |
| Spieler              | Mannschaft | Spiele  | Innings | Runs    | Average | HS      | 100s    | 50s     |
| -------------------- | ---------- | ------- | ------- | ------- | ------- | ------- | ------- | ------- |
| Mahela Jayawardene   | Sri Lanka  | 3       | 5       | 334     | 83,50   | 134     | 1       | 2       |
| Tillakaratne Dilshan | Sri Lanka  | 2       | 3       | 246     | 82,00   | 100     | 1       | 2       |
| Michael Vaughan      | England    | 3       | 6       | 221     | 36,83   | 105     | 1       | 1       |
| Thilan Samaraweera   | Sri Lanka  | 3       | 5       | 214     | 53,50   | 142     | 1       | 0       |
| Sanath Jayasuriya    | Sri Lanka  | 3       | 5       | 209     | 41,80   | 85      | 0       | 1       |
| Bowling              |            |         |         |         |         |         |         |         |
| Spieler              | Mannschaft | Spiele  | Overs   | Wickets | Average | BBI     | 5W      | 10W     |
| Muttiah Muralitharan | Sri Lanka  | 3       | 231.4   | 26      | 12,30   | 7/46    | 1       | 1       |
| Ashley Giles         | England    | 3       | 197.3   | 18      | 29,94   | 5/116   | 1       | 0       |
| Chaminda Vaas        | Sri Lanka  | 3       | 103.2   | 13      | 21,00   | 4/77    | 0       | 0       |
| Andrew Flintoff      | England    | 3       | 97      | 9       | 24,55   | 3/42    | 0       | 0       |
| James Kirtley        | England    | 2       | 81      | 6       | 50,33   | 2/62    | 0       | 0       |
| Gareth Batty         | England    | 3       | 124.2   | 6       | 66,00   | 3/55    | 0       | 0       |

| ODI                  | ODI        | ODI     | ODI     | ODI     | ODI     | ODI     | ODI     | ODI     |
| Batting              | Batting    | Batting | Batting | Batting | Batting | Batting | Batting | Batting |
| Spieler              | Mannschaft | Spiele  | Innings | Runs    | Average | HS      | 100s    | 50s     |
| -------------------- | ---------- | ------- | ------- | ------- | ------- | ------- | ------- | ------- |
| Sanath Jayasuriya    | Sri Lanka  | 1       | 1       | 46      |         | 46*     | 0       | 0       |
| Romesh Kaluwitharana | Sri Lanka  | 1       | 1       | 36      |         | 36*     | 0       | 0       |
| Paul Collingwood     | England    | 1       | 1       | 31      | 31,00   | 31      | 0       | 0       |
| Ashley Giles         | England    | 1       | 1       | 21      | 21,00   | 21      | 0       | 0       |
| Marcus Trescothick   | England    | 1       | 1       | 9       | 9,00    | 9       | 0       | 0       |
| Bowling              |            |         |         |         |         |         |         |         |
| Spieler              | Mannschaft | Spiele  | Overs   | Wickets | Average | BBI     | 5W      | 10W     |
| Chaminda Vaas        | Sri Lanka  | 1       | 9.1     | 3       | 5,00    | 3/15    | 0       | 0       |
| Dinusha Fernando     | Sri Lanka  | 1       | 7       | 2       | 6,50    | 2/13    | 0       | 0       |
| Nuwan Kulasekara     | Sri Lanka  | 1       | 9       | 2       | 9,50    | 2/19    | 0       | 0       |
| Upul Chandana        | Sri Lanka  | 1       | 10      | 2       | 11,50   | 2/23    | 0       | 0       |
| Muttiah Muralitharan | Sri Lanka  | 1       | 10      | 1       | 15,00   | 1/15    | 0       | 0       |

## Player of the Series
Als Player of the Series wurden die folgenden Spieler ausgezeichnet.
| Serie | Player of the Series |
| ----- | -------------------- |
| Test  | Muttiah Muralitharan |

### Player of the Match
Als Player of the Match wurden die folgenden Spieler ausgezeichnet.
| Spiel   | Player of the Match  |
| ------- | -------------------- |
| 1. ODI  | Chaminda Vaas        |
| 1. Test | Muttiah Muralitharan |
| 2. Test | Michael Vaughan      |
| 3. Test | Thilan Samaraweera   |